# Campeonato Mundial de Tiro al Plato de 1939
El VII Campeonato Mundial de Tiro al Plato se celebró en Berlín (Alemania) en el año 1939 bajo la organización de la Federación Internacional de Tiro Deportivo (ISSF) y la Federación Alemana de Tiro Deportivo.

## Resultados

### Masculino
| Evento         | Oro                                   | Plata                             | Bronce                          |
| -------------- | ------------------------------------- | --------------------------------- | ------------------------------- |
| Foso           | Sándor Lumniczer · Hungría · 288 pts. | Von den Bongart Alemania 285 pts. | Adolfo Manfredi Italia 284 pts. |
| Foso (equipos) | Alemania 829                          | Italia 822                        | Hungría · 809                   |

## Medallero
| Núm. | País     | Oro | Plata | Bronce | Total |
| ---- | -------- | --- | ----- | ------ | ----- |
| 1    | Alemania | 1   | 1     | 0      | 2     |
| 2    | Hungría  | 1   | 0     | 1      | 2     |
| 3    | Italia   | 0   | 1     | 1      | 2     |
|      | TOTAL    | 2   | 2     | 2      | 6     |